# Telha
Telha là một đô thị thuộc bang Sergipe, Brasil. Đô thị này có diện tích 56,51 km², dân số năm 2007 là 2859 người, mật độ 50,59 người/km².